# Bertha Markheim
Bertha Markheim geborene Levy (* 2. März 1833 in dem damals zu Kurhessen gehörenden Rodenberg in der Nähe von Hannover; † 20. Januar 1919 in Berlin) wurde durch ihre Korrespondenz mit Karl und Jenny Marx sowie Johannes Miquel bekannt.

## Leben
Bertha Levy war die Tochter des jüdischen Kaufmanns Simon Gumpert Levy († 1872) und seiner Frau Amalie geb. Coppel († 1893) und deren fünftes Kind. Ihr ältester Bruder Isaak Levy, bekannt unter seinem Schriftstellernamen Julius Rodenberg, beschrieb in seinen Memoiren seine Schwester als „eine Frau von ungewöhnlicher Schönheit und großen Geistesgaben“.
Anfang der 1850er Jahre kam sie mit der revolutionären Arbeiterbewegung in Kontakt. Sie war zeitweilig die Verlobte des späteren preußischen Finanzministers Johannes Miquel, der damals Mitglied des Bundes der Kommunisten war, und reiste in dessen Auftrag 1854 nach London. Dort lernte sie die Familie Marx kennen und trat in Briefwechsel mit Karl und seiner Frau Jenny Marx. Miquel und Bertha Levy trennten sich, weil ihre jüdischen Eltern eine Ehe mit einem Christen missbilligten, hielten jedoch ihre Korrespondenz bis 1892 aufrecht. Im April 1854 heiratete sie den Fuldaer Garnfabrikanten und jüdischen Kaufmann Joseph Markheim (* 18. März 1820 in Zwesten, Kreis Ziegenhain; † 20. Februar 1901 in Fulda). Das Paar wohnte in der Schloßstraße 1 in Fulda. Joseph Markheim brachte vier Töchter mit in die Ehe, eine gemeinsame Tochter des Ehepaars hieß Jenny. Jenny Markheim wurde am 18. Juli 1859 in Fulda geboren und heiratete 1887 den Witwer und Tabakhändler Hermann Bonheim. Am 17. Oktober 1928 starb sie in Hamburg und ist auf dem jüdischen Friedhof in Hamburg-Ohlsdorf beerdigt.
Eine enge Freundschaft verband Bertha Markheim auch mit der Familie Louis und Gertrud Kugelmann, die ebenfalls mit Marx in Verbindung standen. Durch Bertha Markheim gelangte die erste überlieferte Fotografie von Karl Marx des Fotografen Richard Beard an Louis Kugelmann. Im November 1864 schickte ihr Marx die Inauguraladresse der Internationalen Arbeiter-Assoziation, das Gründungsdokument der Ersten Internationale. Zum Tod von Karl Marx schrieb sie wie viele der Familie Marx nahestehende Personen einen Kondolenzbrief an Eleanor Marx. Nach dem Tod ihres Mannes am 29. März 1902 zog Bertha Markheim nach Berlin-Grunewald. Der letzte Eintrag im Berliner Adressbuch von 1919 lautet „Markheim, Bertha, Rentiere, Wilmersdorf, Hobrechtsstr. 6 III (Post Halensee)“.

## Werke
- Meinem geliebten Bruder Julius Rodenberg zum 80. Geburtstag in Liebe und Freundschaft gewidmet von seiner treu ergebenen Schwester Bertha Markheim. 1831 – 26. Juni 1911. Leonhard Simion Nf., Berlin 1911

## Briefe
- Julius Rodenberg an Bertha Markheim 28. Juni 1898 Landesarchiv Berlin Signatur: rep.241, Bd. 2.
- Briefe von Bertha Markheim, geb. Levy; Korrespondenz mit dem Historiker Adolf Ellissen (1866–1867) Zentrale Datenbank Nachlässe Bundesarchiv
- Bertha Markheim an Julius Rodenberg. Archivdatenbank des Goethe- und Schiller-Archivs, Klassik Stiftung Weimar.
- Internationales Institut für Sozialgeschichte, Amsterdam Marx Engels Nachlass. Signatur: D 3063; D 3256-3257; F 32-36; F 112
- Rolf Hecker, Angelika Limmroth (Hrsg.): Jenny Marx. Die Briefe. Karl Dietz Verlag, Berlin 2014, ISBN 978-3-320-02297-6, S. 305, 313 ff., 316, 317, 318, 321 f.
- Marx and Engels Gesammelte Werke, Volume 41: Briefe Januar 1860 bis September 1864. International Publishers, New York 1985. (gelistet beim ISG)
- 45 Briefe (1852–1892) von Johannes Miquel an Bertha Markheim geb. Levy. Geheimes Staatsarchiv Preußischer Kulturbesitz Signatur: VI. HA[17]